# Joseph Pholien
Joseph Clovis Louis Marie Emmanuel Pholien (Lieja, 28 de diciembre de 1884 - Bruselas, 4 de enero de 1968) fue un político belga, miembro del Partido Social Crístiano (PSC-CVP). 
Fue primer ministro de Bélgica desde el 16 de agosto de 1950 hasta el 15 de enero de 1952. Sustituyó a Jean Duvieusart, tas la caída de su gobierno por su actuación considerada poco firme en la Cuestión Real. Pholien, considerado un leopoldista convencido y un conservador de buena reputación, fue sucedido por Jean Van Houtte  en cuyo gobierno fue Ministro de Justicia, y fue nombrado ministro de Estado en 1966.